# Palacio de Dávalos
El palacio de Dávalos o de los Dávalos-Sotomayor, es un palacio situado en la localidad española de Guadalajara. Fue edificado en el siglo XVI por Hernando de Ávalos Carrión. Actualmente es sede de la Biblioteca Pública del Estado en Guadalajara.
Destacan en esta obra el patio, de estilo renacentista alcarreño, y la portada, que representa un torneo entre dos caballeros, símbolos de la nobleza y del sentido del honor de la familia fundadora.

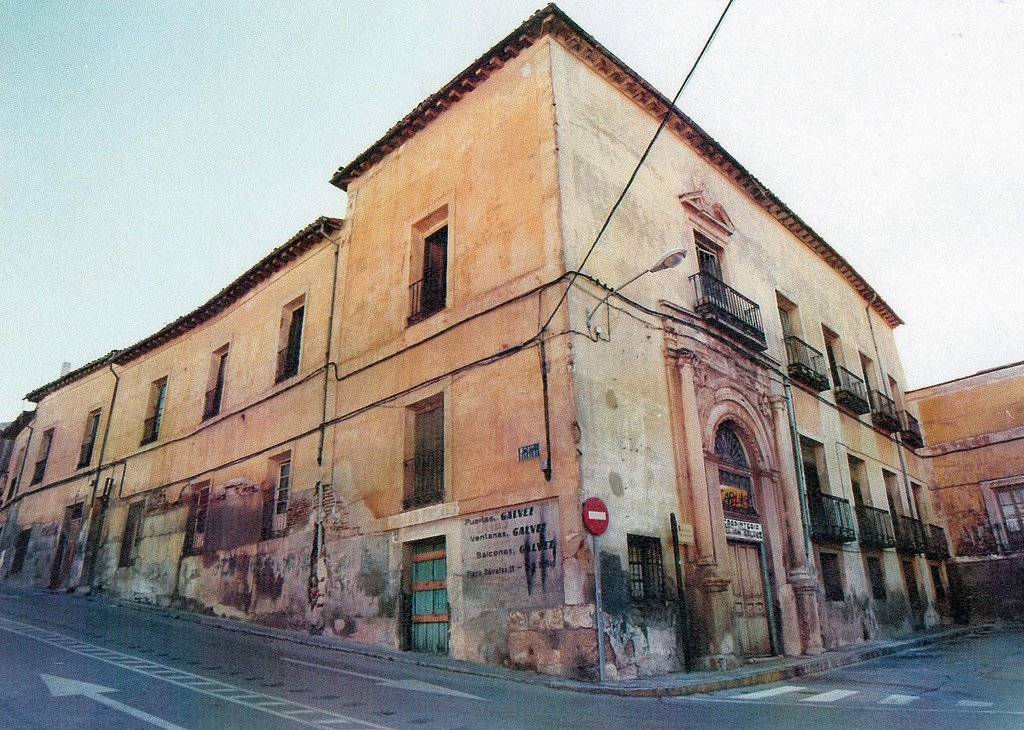
Palacio de los Dávalos (Guadalajara) antes de su restauración y conversión en Biblioteca.
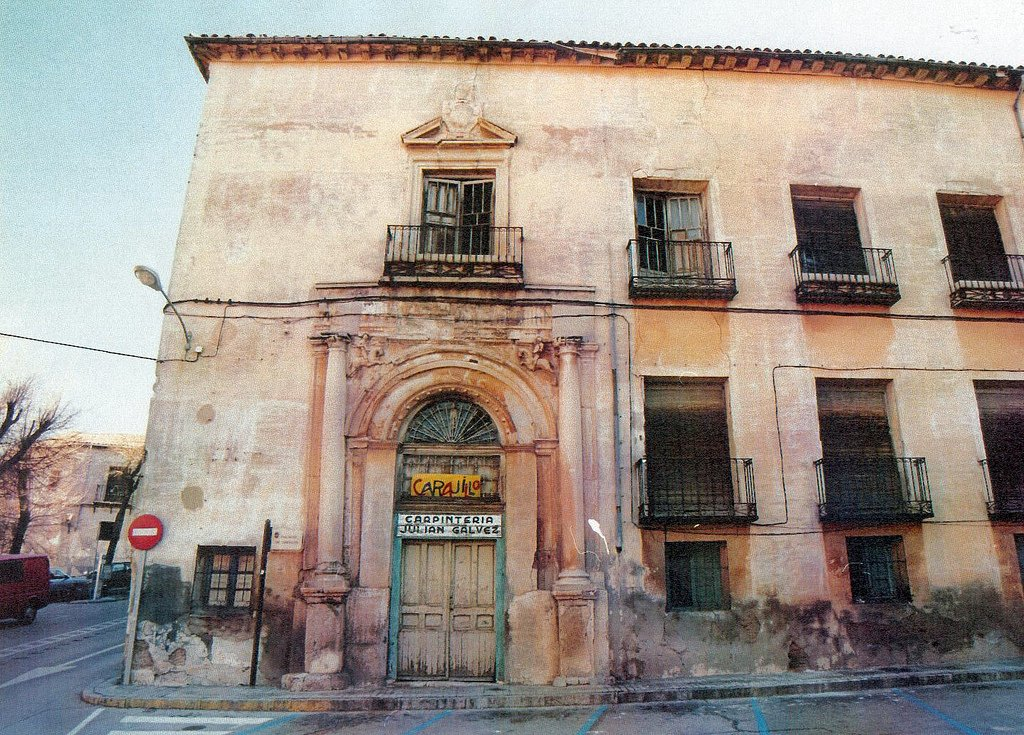
Palacio de los Dávalos (Guadalajara) antes de su restauración y conversión en Biblioteca.
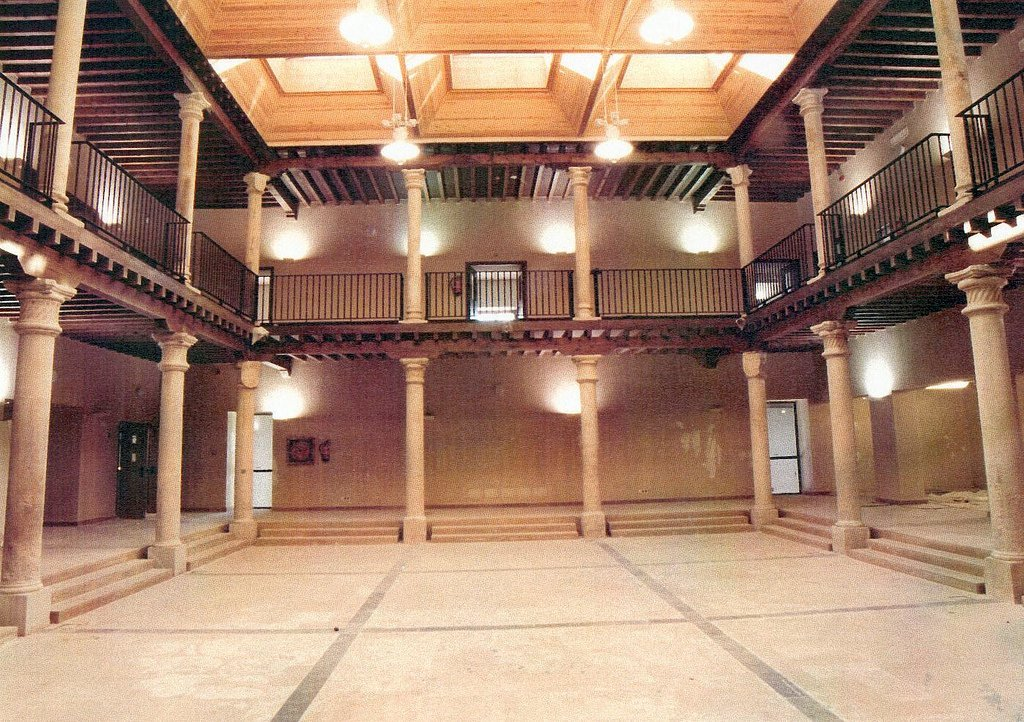
Claustro del palacio de Dávalos tras su restauración.